# Jared Bush

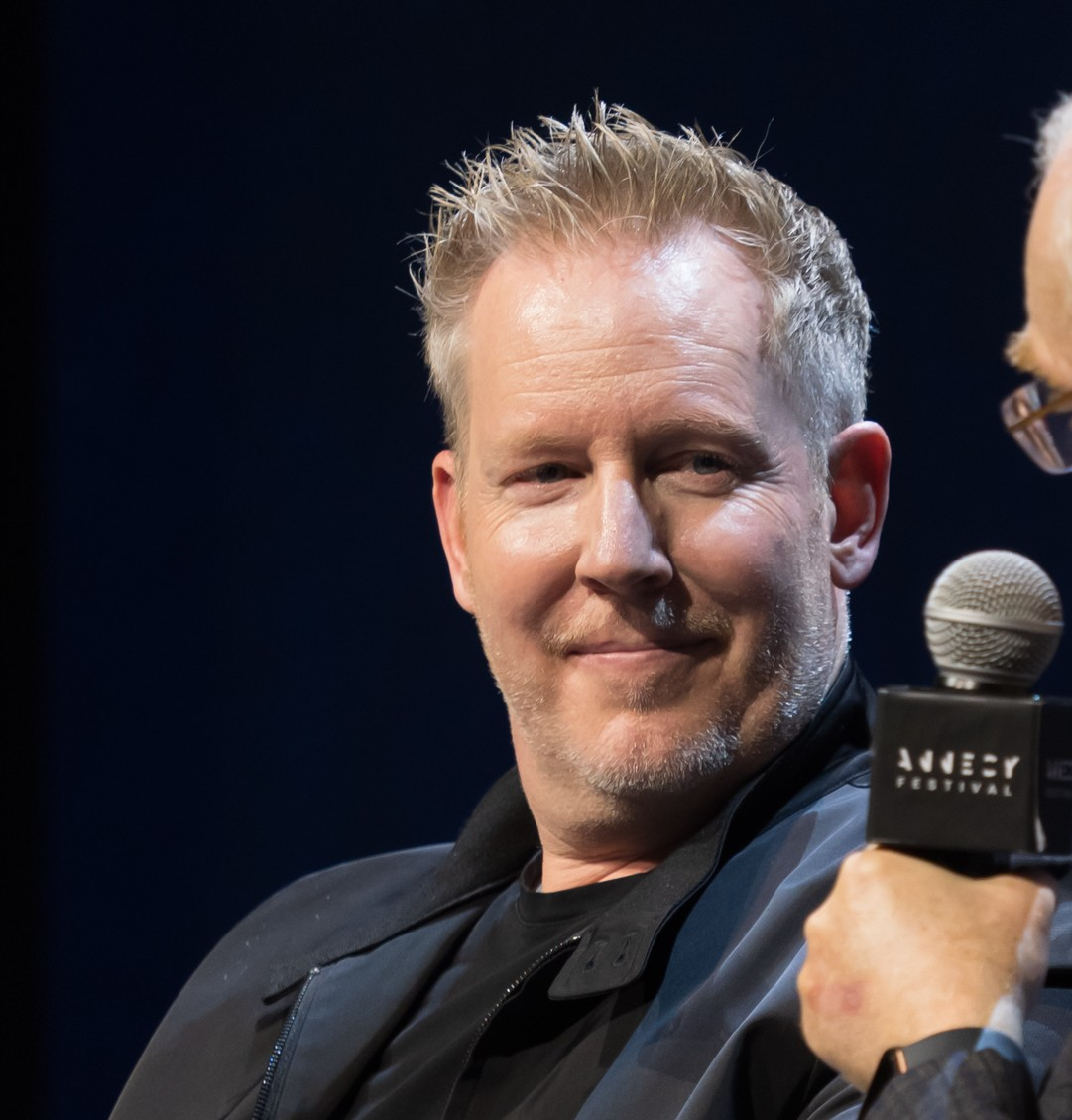
Jared Bush (2025)

Jared Bush (* 12. Juni 1974 in Gaithersburg, Maryland) ist ein US-amerikanischer Drehbuchautor, Filmproduzent und -regisseur. Seit 2024 ist er künstlerischer Leiter der Walt Disney Animation Studios.

## Leben
Jared Bush schrieb von 2003 bis 2004 an der Reality-Show Who Wants to Marry My Dad? für NBC mit. Von 2003 bis 2007  schrieb er für die Sitcom All of Us für UPN und war Koproduzent. Es folgte eine Anstellung bei Disney XD für Penn Zero – Teilzeitheld (2014–2017). Dort war er Creator und auch Ausführender Produzent.
Jared Bush schrieb zusammen mit Phil Johnston das Drehbuch zu Zoomania (2016) und übernahm auch die Co-Regie. 2016 folgte das Drehbuch zu Vaiana. Als Ausführender Produzent beteiligte er sich an Raya und der letzte Drache (2021). 2021 schrieb er außerdem Encanto und führte auch zusammen mit Byron Howard Regie. Encanto wurde bei der Oscarverleihung 2022 als Bester animierter Spielfilm ausgezeichnet.

## Filmografie
- 2003: Stupid Behavior: Caught on Tape (Drehbuch, Fernsehserie)
- 2003: Dumb and Dumber (Drehbuch, Fernsehserie)
- 2003–2004: Who Wants to Marry My Dad? (Drehbuch, Fernsehserie)
- 2003–2007: All of Us (Drehbuch/Produktion, Fernsehserie)
- 2014–2017: Penn Zero – Teilzeitheld (Penn Zero: Part-Time Hero) (Drehbuch/Idee/Produktion, Fernsehserie)
- 2016: Zoomania (Zootopia) (Drehbuch, Co-Regie)
- 2016: Vaiana (Moana)  (Drehbuch)
- 2021: Encanto (Regie/Drehbuch)
- 2021: Raya und der letzte Drache (Raya and the Last Dragon) (Produktion)
- 2016: Zoomania+ (Zootopia+)

## Preise und Nominierungen
| Award                                          | Jahr | Kategorie                                                             | für       | Gewinner und Nominierte | Resultat  | EN    |
| ---------------------------------------------- | ---- | --------------------------------------------------------------------- | --------- | --- | --------- | ----- |
| BET Comedy Awards                              | 2005 | Outstanding Writing for a Comedy Series                               | All of Us | Jared Bush, Arthur Harris, Stacy A. Littlejohn, Lori Lakin, Jewel Wormley, Josh Wolf, Demetrius Andre Bady, Byron Hord, Ray Lancon, John Simmons, Rob Rosell, Chad Drew, Betsy Borns | Nominiert |       |
| Seattle Film Critics Award                     | 2017 | Best Animated Feature                                                 | Zoomania  | Jared Bush, Byron Howard, Rich Moore | Gewonnen  |       |
| Alliance of Women Film Journalists             | 2016 | Best Animated Film                                                    | Zoomania  | Jared Bush, Byron Howard, Rich Moore | Gewonnen  | [ 4 ] |
| Annie Awards                                   | 2017 | Outstanding Achievement for Writing in an Animated Feature Production | Zoomania  | Jared Bush und Phil Johnston | Gewonnen  | [ 5 ] |
| Science Fiction and Fantasy Writers of America | 2017 | Ray Bradbury Award                                                    | Zoomania  | Jared Bush und Phil Johnston | Nominiert | [ 6 ] |
| Oscar                                          | 2022 | Bester animierter Spielfilm                                           | Encanto   | Jared Bush, Byron Howard, Yvett Merino und Clark Spencer | Gewonnen  |       |